# Nephthytis hallaei
Nephthytis hallaei är en kallaväxtart som först beskrevs av Josef Bogner, och fick sitt nu gällande namn av Josef Bogner. Nephthytis hallaei ingår i släktet Nephthytis och familjen kallaväxter.
Artens utbredningsområde är Gabon. Inga underarter finns listade.